# Гори Сінтра
Гори Сінтра (порт. Serra De Sintra) — гірський масив у західній частині Португалії. Найвища його точка (529 метрів) знаходиться поблизу міста Сінтра. Масив простягається на близько 16 кілометрів від курортного міста Сінтра до Мису Рока на березі Атлантичного океану.
Має багату фауну, лисиць, генетів, кротів, саламандр, соколів, гадюк та різних видів лускатих рептилій. Клімат помірний з океанічним впливом. Також має унікальну рослинність. Близько дев'ятисот видів рослин є корінними, десять відсотків яких — ендемічні. А саме дуб, пробковий дуб та сосна.
Служить ціллю декількох екскурсійних турів. Також відвідуються фахівцями з альпінізму, оскільки схили переважно орієнтовані на захід, що збільшує довжину світла в літній полудень.
У них розташовані: Мавританський замок, палац Пена, Монастир капуцинів, Національний палац Сінтра, палац Монсеррат та Квінта да Реґалейра .
Стародавньому світу він був відомий як Lunae Mons (Місячні гори) і був легендарною схованкою богині Діани (відома як Синтія римлянам, від грецького Κύνθια, звідси Сінтра).
З давніх-давен це місце повне міфів та легенд про надприродне та таке, що не має очевидних пояснень. У 2009 році португальський телеканал створив телесеріал на основі надприродного оточення, яке жило в Сінтрі.